# Amtsbezirk Lilienfeld
Der Amtsbezirk Lilienfeld war eine Verwaltungseinheit im Mostviertel in Niederösterreich.
Der Amtsbezirk war der Kreisbehörde in St. Pölten unterstellt und besorgte deren Amtsgeschäfte vor Ort. Die Zuständigkeit erstreckte sich neben Lilienfeld auf die damaligen Gemeinden Annaberg,  St. Egydi, Hohenberg und Türnitz.
Der Amtsbezirk umfasste dabei 5 Gemeinden mit 9.025 Einwohnern (lt. Zählung von 1851).